# 雪香兰属
雪香兰属（学名：Hedyosmum）是金粟兰科下的一个属，为乔木或直立亚灌木有香味植物。该属共有41种，主要分布于热带美洲。